# Mária Anna anhalti hercegnő
Mária Anna anhalti hercegnő, férjezett Mária Anna porosz hercegné (németül: Prinzessin Maria Anna von Anhalt, Prinzessin von Preußen; Dessau, 1837. szeptember 14. – Friedrichroda, 1906. május 12.) anhalt–dessaui hercegnő, házassága révén porosz hercegné.

## Élete
Mária Anna anhalti hercegnő 1837. szeptember 14-én jött világra családja dessaui kastélyában IV. Lipót anhalt–dessaui herceg (1794–1871) és Friderika porosz hercegnő (1796–1850) negyedik, utolsó gyermekeként és egyben harmadik leányaként. A négy testvér közül hárman érték meg a felnőttkort, az elsőszülött kisgyermekként elhalálozott. Mária Anna hercegnő édesapja eredetileg csak a dessaui ág fejeként uralkodott, azonban később egyesítette az anhalti hercegségeket. A hercegnő édesanyja a porosz királyi családból származott.
Az anhalti hercegnőt korának legelbűvölőbb asszonyának tartották. A zenei és rajzolói tehetséggel megáldott hercegnő előszeretettel vett pártfogásába fiatal leányokat, mikor azok először mutatkoztak be az előkelő társaságban. Katharina Radziwill hercegnő visszaemlékezései alapján a hercegnő jelentős halláskárosodással küszködött, ami „nagyfokú félénkséget és zavart váltott ki belőle, valahányszor csak társaságban találta magát. […] Amikor [Mária Anna] egyedül maradt veled, nem háborgatva a körülötte lévők zajos társalgásától, nagyon bájossá és szellemessé vált.”
1854. november 29-én a dessaui kastélyban Mária Anna anhalti hercegnő feleségül ment Frigyes Károly porosz herceghez (1828–1885). A jó hadvezér hírében álló porosz herceggel Mária Anna hercegnő az édesanyja révén másodfokú unokatestvéri rokonságban állt. A fiatal pár kezdettől fogva jómódban élt: a porosz herceg igen magas fizetést kapott a hadseregben, illetve Frigyes Károly édesapjának halálakor a hatalmas vagyon mellett a berlini palotát és a glienickei vadászkastélyt és parkot is megörökölték. Kapcsolatukból öt gyermek született, akik közül négyen érték meg a felnőttkort:
- Mária Erzsébet (1855–1888), első férje Henrik holland királyi herceg, második férje Albert szász–altenburgi herceg
- Erzsébet Anna (1857–1895), férje Frigyes Ágost oldenburgi trónörökös herceg
- Anna (1858), csecsemőként elhalálozott
- Lujza Margit (1860–1917), házassága révén Connaught hercegnéje
- Frigyes Lipót (1865–1931), a Német Császári Hadsereg tisztje, felesége Lujza Zsófia schleswig–holsteini hercegnő.

A házasság az öt gyermek ellenére boldogtalan volt. A herceg nem volt hűséges feleségéhez; felesége válással is megfenyegette őt egy udvarhölggyel való viszonya miatt. A válást és azt, hogy az anhalti hercegnő visszatérjen szüleihez, végül a német császár közbenjárása akadályozta meg.
Frigyes Károly porosz herceg 1885 júniusában bekövetkezett halála után az özvegy Mária Anna hercegné olaszországi utazáson vett részt, melynek során megszállt Firenzében, Rómában és Nápolyban. Egyes híresztelések szerint az utazás alatt a hercegnő morganatikus házasságot kötött kísérete egyik tagjával, von Wagenheim kapitánnyal.
Mária Anna anhalti hercegnő és porosz hercegné hatvannyolc évesen, 1906. május 12-én hunyt el Friedrichroda városában.

## Fordítás
- Ez a szócikk részben vagy egészben  a   Maria Anna di Anhalt című olasz Wikipédia-szócikk ezen változatának fordításán alapul.  Az eredeti cikk szerkesztőit annak laptörténete sorolja fel. Ez a jelzés csupán a megfogalmazás eredetét és a szerzői jogokat jelzi, nem szolgál a cikkben szereplő információk forrásmegjelöléseként.
- Ez a szócikk részben vagy egészben  a   Princess Maria Anna of Anhalt-Dessau című angol Wikipédia-szócikk ezen változatának fordításán alapul.  Az eredeti cikk szerkesztőit annak laptörténete sorolja fel. Ez a jelzés csupán a megfogalmazás eredetét és a szerzői jogokat jelzi, nem szolgál a cikkben szereplő információk forrásmegjelöléseként.